# Trofeo Papà Cervi
Le Trofeo Papà Cervi est une course cycliste sur route italienne disputée autour de Gattatico, dans la province de Reggio d'Émilie. Il fait partie de l'UCI Europe Tour en 2012, en catégorie 1.2. L'édition 2013 est annulée et depuis 2014, elle est inscrite au calendrier national italien.
Son nom est un hommage à Alcide Cervi, le père des frères Cervi. Organisé par la Società Ciclistica Gattatico, le Trofeo est créé en 1971 et compte parmi ses lauréats des cyclistes réputés comme Guido Bontempi (1979 et 1980), Giovanni Lombardi (1991 et 1992) et Djamolidine Abdoujaparov (1989).

## Palmarès
| Année     | Vainqueur                | Deuxième            | Troisième              |
| --------- | ------------------------ | ------------------- | ---------------------- |
| 1971      | Marcello Osler           | Euro Camporesi      | Riccardo Beloli        |
| 1972      | Giuliano Dominoni (it)   | Agostino Bertagnoli | Mirco Bernardi         |
| 1973      | Pietro Algeri            | Mario Boglia        | Horst Wagner (de)      |
| 1974      | Fausto Ruggenini         | Osvaldo Bettoni     | Carlos Cardet          |
| 1975      | Wojciech Matusiak (pl)   | Lev Likhachev       | Rudolph Labus          |
| 1976      | Valeri Likhatchev        | Claudio Torelli     | Jiří Prchal            |
| 1977      | Claudio Torelli          | Piero Falorni       | Massimo Manzotti       |
| 1978      | Silvano Riccò            | Daniele Folloni     | Mirko Bernardi         |
| 1979      | Guido Bontempi           | Sergei Kopyrin      | Luigi Trevellin        |
| 1980      | Guido Bontempi           | Agostino Gambirasio | Flavio Zappi           |
| 1981      | Carlo Bertaboni          | Jozep Madis         | Ercole Borgini         |
| 1982      | Pavel Moucitsky          | Angelo Scandiuzzi   | Ezio Pavesi            |
| 1983      | Maurizio Rossi           | Maurizio Conti (it) | Alberto Molinari       |
| 1984      | Vladimir Malakhov        | Oreste Gualazzini   | Eros Poli              |
| 1985      | Guennadi Tarassov        | Adriano Gemelli     | Carlo Bertaboni        |
| 1986      | Walter Brugna (en)       | Flavio Zanini       | Andrea Govoni          |
| 1987      | Riccardo Conti           | Alberto Destro      | Giovanni Fidanza       |
| 1988      | Adriano Lorenzi          | Giampaolo Miodini   | Stefano Breme (it)     |
| 1989      | Djamolidine Abdoujaparov | Giovanni Lombardi   | Walter Brambilla       |
| 1990      | Roberto Maggioni (it)    | Claudio Camin       | Fausto Bignami         |
| 1991      | Giovanni Lombardi        | Alberto Destro      | Andrea Collinelli      |
| 1992      | Giovanni Lombardi        | Alberto Destro      | Walter Castignola (nl) |
| 1993      | Mauro Radaelli           | Stefano Faustini    | Luca Colombo           |
| 1994      | Biagio Conte             | Mirko Rossato       | Damiano Masiero        |
| 1995      | Marino Beggi             | Salvatore Commesso  | Alessandro Guerra      |
| 1996      | Ellis Rastelli           | Luca Cassiani       | Simone Simonetti       |
| 1997      | Mauro Zinetti            | Leonardo Scarselli  | Martin Derganc         |
| 1998      | Denis Bertolini          | Nicola Gavazzi      | Giosuè Bonomi          |
| 1999      | Mauro Furlan             | Nicola Pavone       | Francesco Bellotti     |
| 2000      | Marco Gelain             | Devid Garbelli      | Claudio Pizzoferrato   |
| 2001      | Alessandro Maserati      | Caleb Manion        | Luca De Carolis        |
| 2002      | Vladimir Lobzov          | Mattia Parravicini  | Jonathan Davis         |
| 2003      | Danilo Napolitano        | Mirco Lorenzetto    | Enrico Grigoli         |
| 2004      | Mattia Gavazzi           | Danilo Napolitano   | Fabio Masotti (en)     |
| 2005      | Tiziano Dall'Antonia     | Erik Solavaggione   | Manuel Donte           |
| 2006      | Antonio Bucciero         | Alexandre Sabalin   | Adam Pierzga           |
| 2007      | Bernardo Riccio          | Michele Merlo       | Ramon Baldoni          |
| 2008      | Michele Merlo            | Andrea Guardini     | Matteo Busato          |
| 2009      | Giacomo Nizzolo          | Rafael Andriato     | Andrea Palini          |
| 2010      | Matteo Pelucchi          | Tomas Alberio       | Nicola Ruffoni         |
| 2011      | Non-disputé              | Non-disputé         | Non-disputé            |
| 2012      | Giorgio Bocchiola        | Carlos Manarelli    | Matteo Azzolini        |
| 2013      | Non-disputé              | Non-disputé         | Non-disputé            |
| 2014      | Luca Regalli             | Matteo Donegà       | Zhang Yong Jiye        |
| 2015      | Pasquale Repino          | Gianluca Esposito   | Manuel Barbieri        |
| 2016      | Gianluca Esposito        | Gabriele Petrelli   | Nicolò Codeluppi       |
| 2017      | Moreno Marchetti         | Simone Bevilacqua   | Xhuliano Kamberaj      |
| 2018      | Leonardo Fedrigo         | Giovanni Lonardi    | Enrico Zanoncello      |
| 2019      | Filippo Tagliani         | Tommaso Fiaschi     | Attilio Viviani        |
| 2020-2021 | Annulé                   | Annulé              | Annulé                 |